# Rubingoldhähnchen

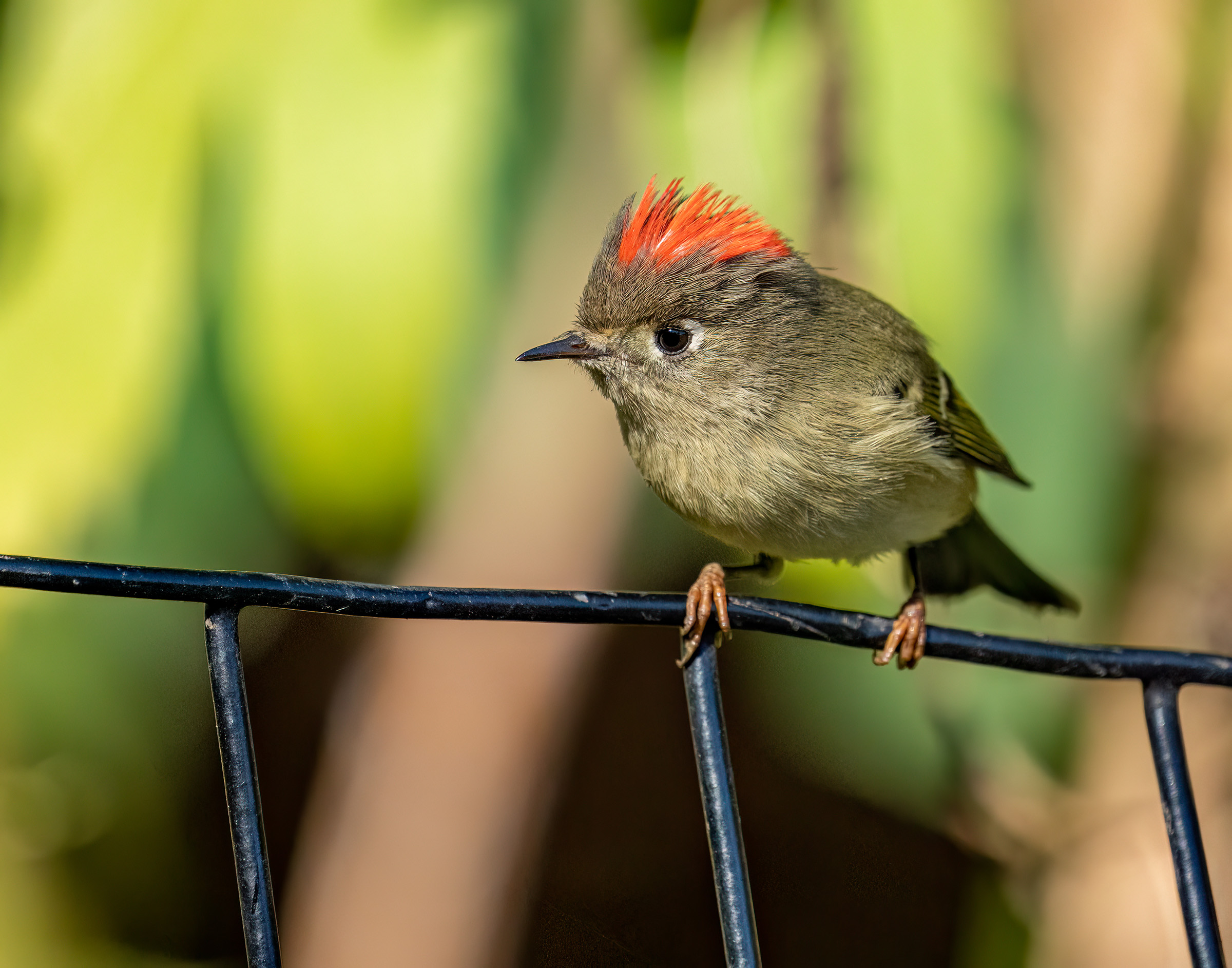
Rubingoldhähnchen (Corthylio calendula), Männchen mit der arttypischen Scheitelfärbung

Verbreitungskarte

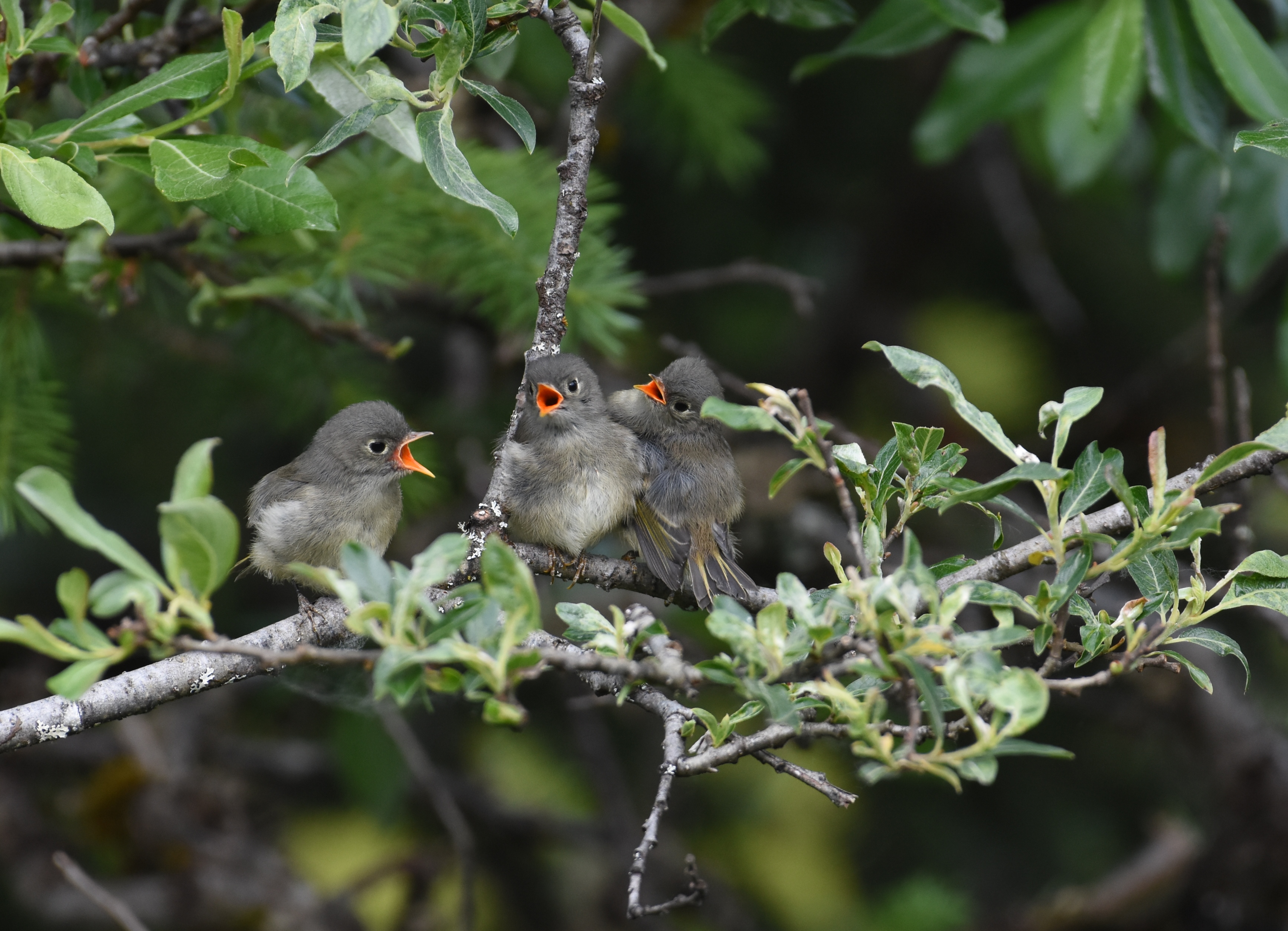
Jungvögel warten auf die Fütterung

Das Rubingoldhähnchen (Corthylio calendula Syn.: Regulus calendula) ist ein kleiner amerikanischer Singvogel aus der Familie der Goldhähnchen (Regulidae). Es ist die einzige Art der Gattung Corthylio.

## Merkmale
An der Oberseite ist der Vogel oliv-grau und an der Unterseite heller gefärbt. Er hat weiße Flügelbinden und einen unterbrochenen weißen Augenring. Der rote Fleck am Kopf des Männchens ist gewöhnlich nur zu sehen, wenn es erregt ist. Der schwarze Schnabel ist dünn und der Schwanz kurz. Der Färbungsdimorphismus betrifft nur die rotorange bis rubinrote Scheitelfärbung, die nur beim Männchen ausgebildet ist.

## Vorkommen
Das Rubingoldhähnchen brütet in den Nadelwäldern Alaskas, Kanadas, Neuenglands und den westlichen USA. In einem gut verborgenen Nest, das an einem Ast hängt, werden bis zu zwölf Eier gelegt.
Die kalte Jahreszeit verbringt der Vogel in den südlichen USA und in Mexiko. Im Westen sind einige Populationen Standvögel.
Das Rubingoldhähnchen sucht in Bäumen und im Gestrüpp nach kleinen Insekten und Spinnen. Beeren und Baumsäfte ergänzen die Nahrung.